# Heer der Tschechischen Republik
Das Heer der Tschechischen Republik, ist die Landstreitmacht der tschechischen Streitkräfte und hat eine Personalstärke von 14.700 Soldaten.

## Gliederung

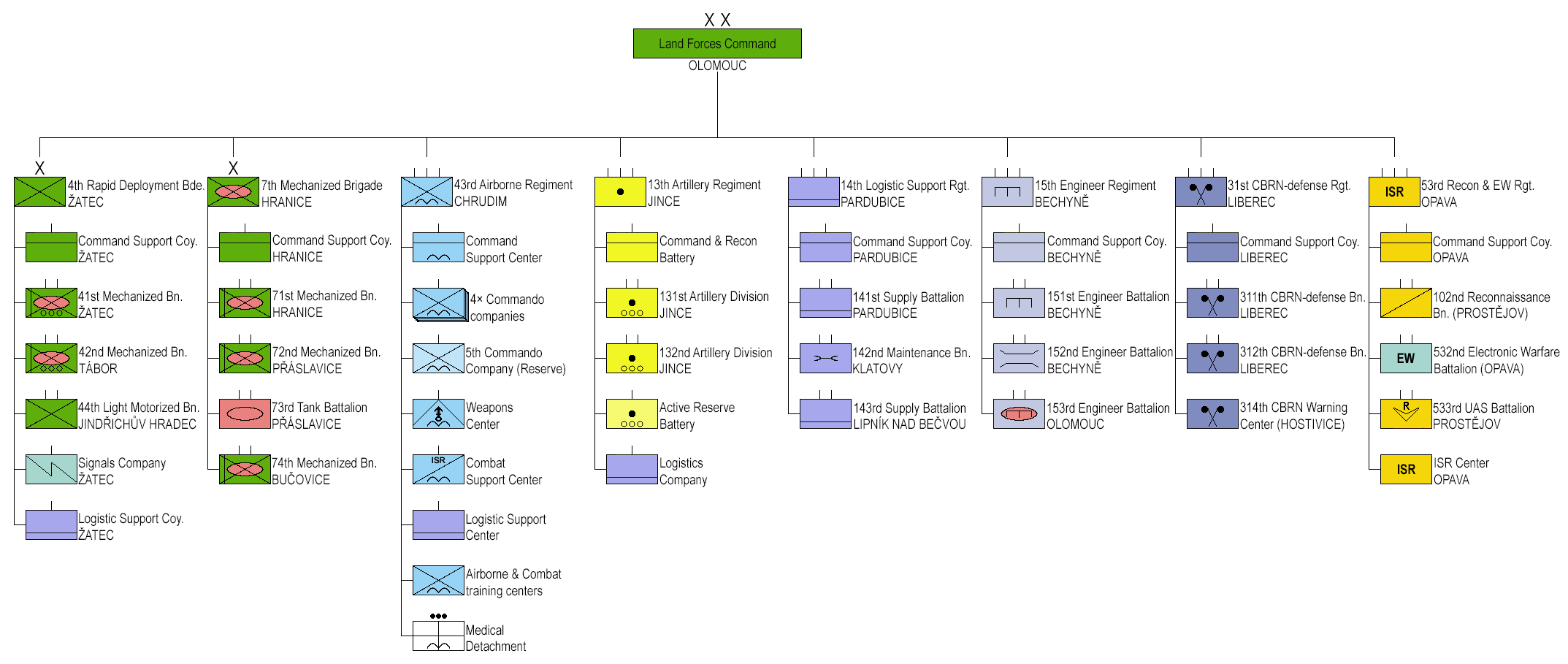
Gliederung des tschechischen Heeres

An aktiven Verbänden verfügt das tschechische Heer über folgende Verbände:
- 4. Schnelle Bereitstellung Brigade in Žatec
  - 41. Mechanisiertes Bataillon in Žatec
  - 42. Mechanisiertes Bataillon in Tábor
  - 44. Leichtes Motorisiertes Bataillon in Jindřichův Hradec
- 7. Mechanisierte Brigade in Hranice
  - 71. Mechanisiertes Bataillon in Hranice
  - 72. Mechanisiertes Bataillon in Přáslavice
  - 73. Panzerbataillon in Přáslavice
  - 74. Mechanisiertes Bataillon in Bučovice
- 43. Luftlanderegiment in Chrudim
- 13. Artillerieregiment in Jince
  - 131. Artilleriebataillon in Jince
  - 132. Artilleriebataillon in Jince
- 14. Logistisches Unterstützungsregiment in Pardubice
  - 141. Logistikbataillon in Pardubice
  - 142. Reparaturbataillon in Klatovy
  - 143. Logistikbataillon in Lipník nad Bečvou
- 15. Pionierregiment in Bechyně
  - 151. Pionierbataillon in Bechyně
  - 152. Pionierbataillon in Bechyně
  - 153. Pionierbataillon in Olomouc
- 31. ABC-Abwehrregiment in Liberec
  - 311. ABC-Abwehrbataillon in Liberec
  - 312. ABC-Abwehrbataillonin Liberec
  - 314. Massenvernichtungswaffenwarnungszentrum in Hostivice
- 53. Aufklärungs- und Elektronisches Kampfführungsregiment in Opava
  - 102. Aufklärungsbataillon in Prostějov
  - 532. Elektronisches Kampfführungsbataillon in Opava
  - 533. Unbemanntes Luftfahrzeugbataillon in Prostějov

Das Reservewesen wird von 14 territorialen Verteidigungskommandos mit 14 Infanteriekompanien wahrgenommen.

## Ausrüstung
Zur Erfüllung seiner Aufgaben verfügt das tschechische Heer über folgende Ausrüstung:

### Fahrzeuge

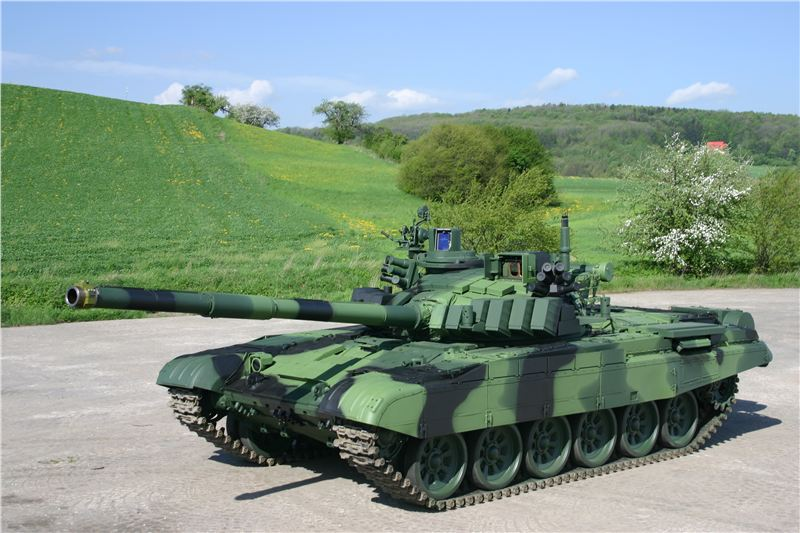
Tschechischer T-72M4CZ-Panzer

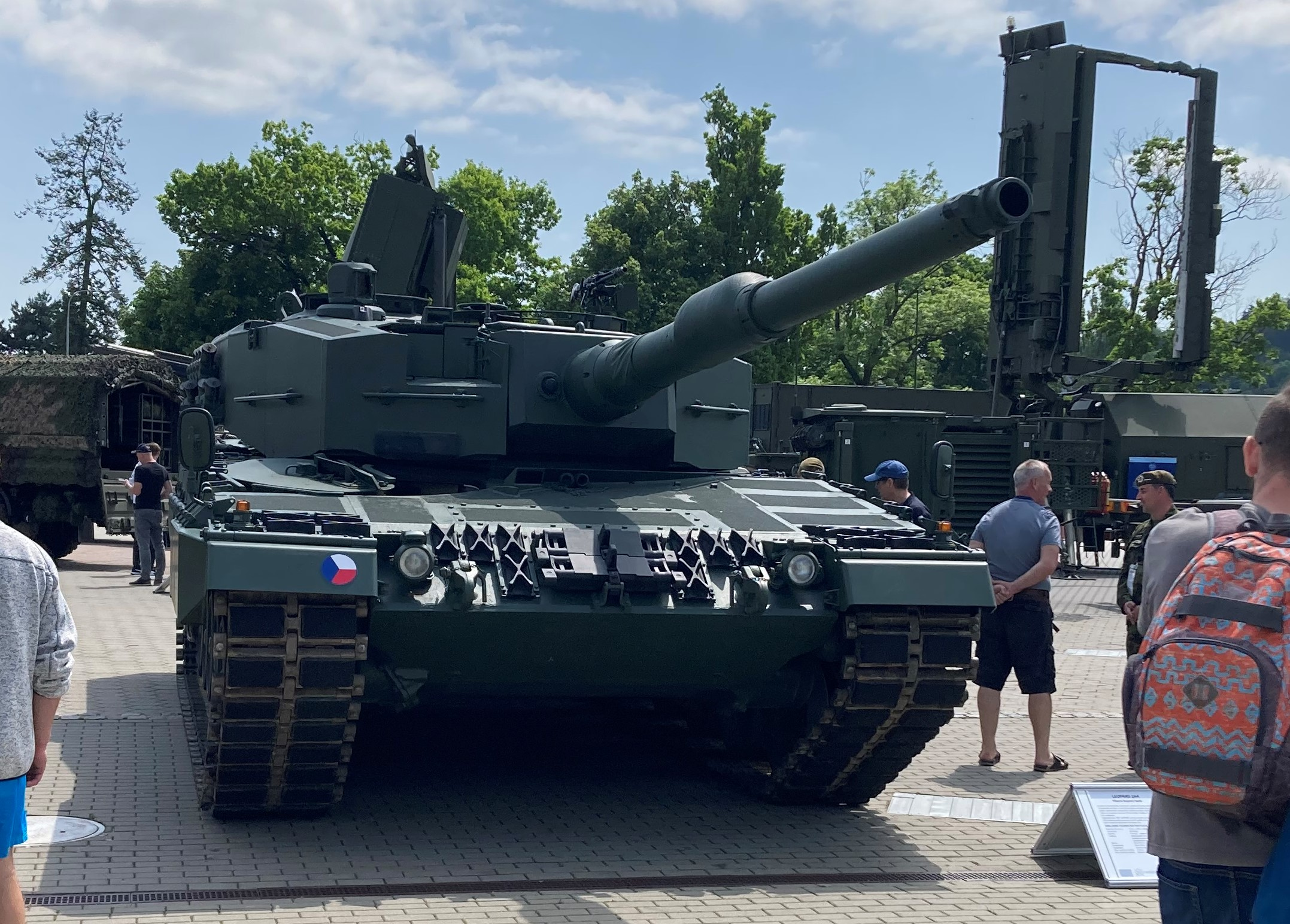
Tschechischer Leopard 2A4-Panzer

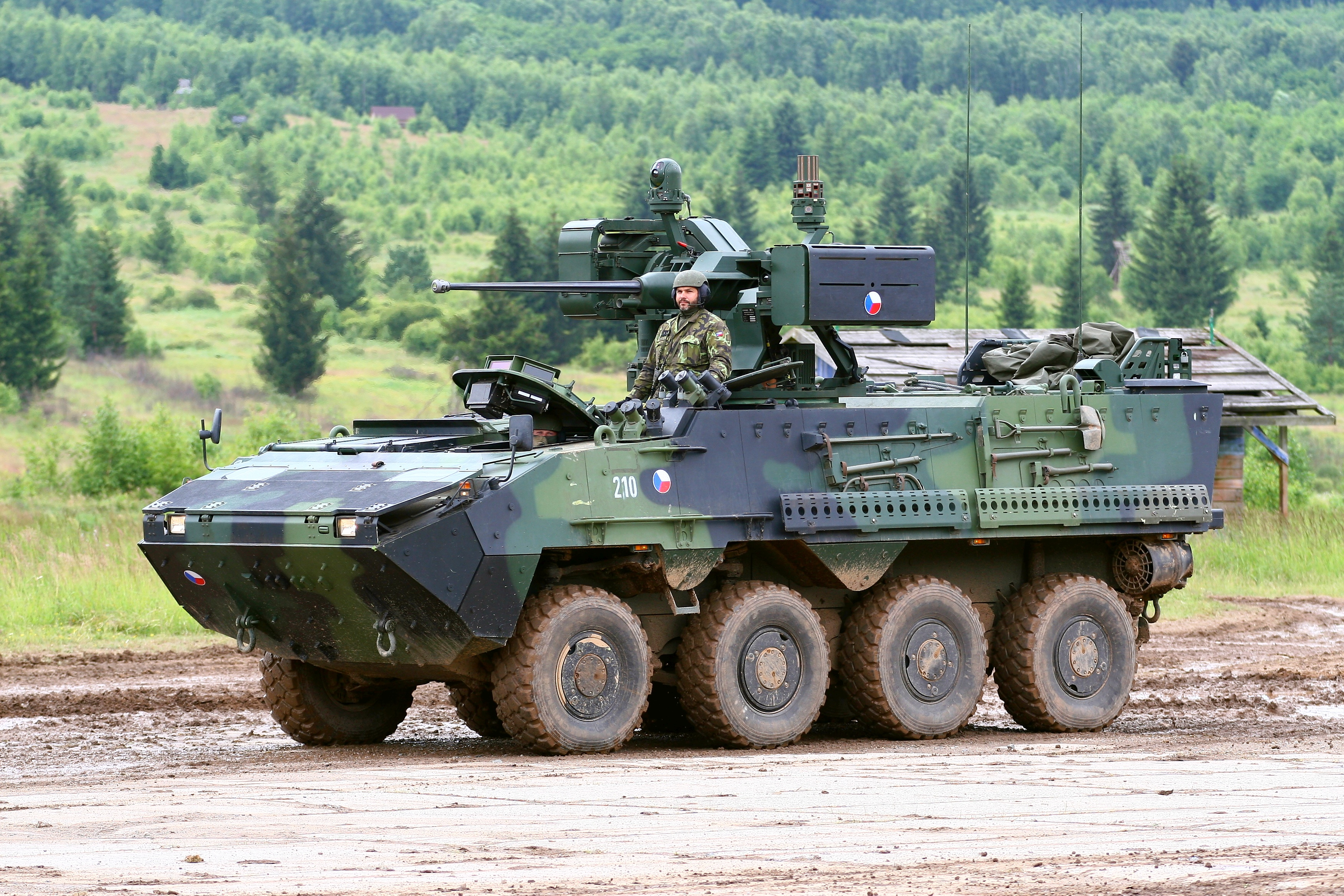
Tschechischer Pandur II bei der Präsentation BAHNA 2018

| Typ               | Herkunft                     | Funktion                              | Version                  | Anzahl | Anmerkungen                                                                               |
| ----------------- | ---------------------------- | ------------------------------------- | ------------------------ | ------ | ----------------------------------------------------------------------------------------- |
| Leopard 2         | Deutschland                  | KampfpanzerBergepanzer                | Leopard 2A4Bergepanzer 3 | 141    | Weitere 28 Leopard 2A4 und 2 Bergepanzer 3 zur Auslieferung bis Ende 2026 bestellt.       |
| T-72              | Tschechoslowakei Tschechien  | KampfpanzerBergepanzer                | 0T-72M4CZVT-72M4CZ       | 273    | Rund 24 T-72M1 eingelagert und weitere 62 zur Unterstützung an die Ukraine abgegeben.     |
| Combat Vehicle 90 | Schweden                     | Schützenpanzer                        | CV 90 Mk. IV             |        | Als Ersatz für die BVP-2 wurden 210 Fahrzeugen in verschiedenen Konfigurationen bestellt. |
| BMP-2             | Sowjetunion Tschechoslowakei | Schützenpanzer                        | BVP-2                    | 120    | Sollen durch CV 90 ersetzt werden. Weitere 65 Fahrzeuge eingelagert.                      |
| BMP-1             | Sowjetunion Tschechoslowakei | SpähpanzerBergepanzer                 | BPzVVPV-ARV              | 3410   | ? weitere eingelagert.                                                                    |
| Pandur II         | Österreich Tschechien        | SpähpanzerSchützenpanzerPionierpanzer | KBV-PZKBVPKOT-Z          | 161074 |                                                                                           |
| Nexter Titus      | Frankreich Tschechien        | Geschütztes Fahrzeug                  |                          | 1      | [ 4 ]                                                                                     |
| ATF Dingo         | Deutschland                  | Mehrzweckfahrzeug                     | Dingo 2                  | 21     |                                                                                           |
| Iveco LMV         | Italien                      | MehrzweckfahrzeugABC-Abwehrfahrzeug   |                          | 12080  |                                                                                           |
| VT-55A            | Tschechoslowakei             | Bergepanzer                           |                          |        |                                                                                           |
| MT-55             | Sowjetunion                  | Brückenlegepanzer                     | MT-55A                   | 6      | 3 weitere eingelagert.                                                                    |
| Bozena 5          | Slowakei                     | Minenräumfahrzeug                     |                          |        |                                                                                           |
| UOS-155           | Slowakei                     | Minenräumfahrzeug                     |                          |        |                                                                                           |
| BRDM-2            | Sowjetunion                  | ABC-Abwehrfahrzeug                    |                          |        |                                                                                           |

### Waffensysteme

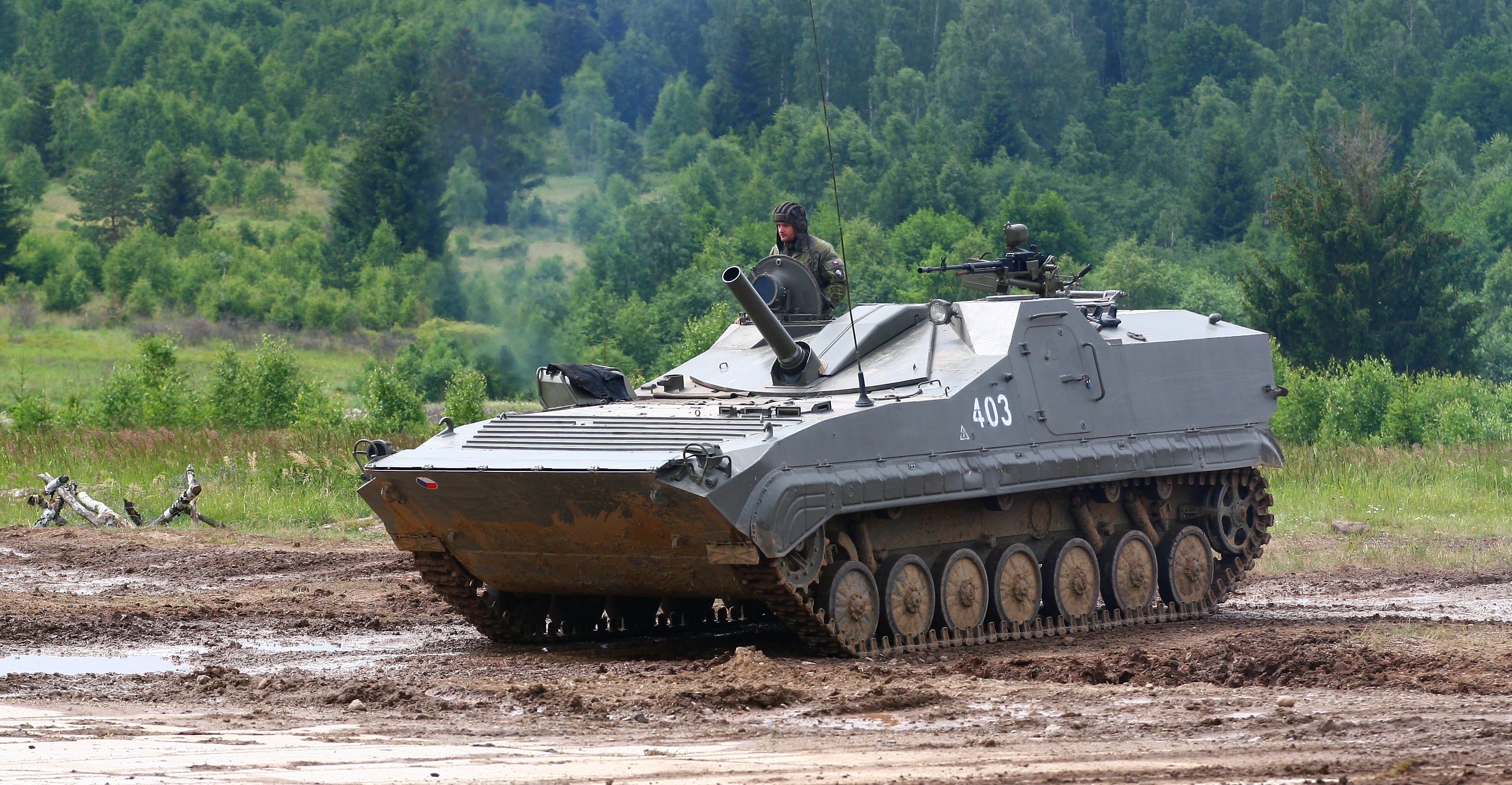
Panzermörser PRAM

| Typ             | Herkunft           | Funktion              | Version | Anzahl | Anmerkungen            |
| --------------- | ------------------ | --------------------- | ------- | ------ | ---------------------- |
| 9K113 Konkurs   | Sowjetunion        | Panzerabwehrlenkwaffe |         |        |                        |
| FGM-148 Javelin | Vereinigte Staaten | Panzerabwehrlenkwaffe |         |        |                        |
| Spike           | Israel             | Panzerabwehrlenkwaffe | LR      |        |                        |
| FFV Carl Gustaf | Schweden           | Reaktive Panzerbüchse |         |        |                        |
| DANA            | Tschechoslowakei   | Radhaubitze           |         | 48     | ? weitere eingelagert. |
| PRAM-S          | Tschechoslowakei   | Panzermörser          |         | 8      |                        |

### Modernisierung
Die geplante Anschaffung von 210 neuen Schützenpanzern, als Ersatz für den BMP-2, scheiterte Ende 2021. Als Grund gab die tschechische Regierung, fehlende Unterlagen der Rüstungskonzerne an. Zur Auswahl stand das Combat Vehicle 90 von BAE Systems, der ASCOD von GDELS und der Lynx KF41 von Rheinmetall. Unter dem Eindruck des Ukrainekriegs bestellte Tschechien schließlich doch, gemeinsam mit der Slowakei, 210 Fahrzeuge des Typs CV90 Mk IV. Die bis zu 433 Schützenpanzer beider Länder sollen darüber hinaus in vielen Bereichen – technisch, industriell oder rechtlich – koordiniert betrieben werden.
Im Rahmen der russischen Invasion in die Ukraine gab Tschechien eine unbestimmte Anzahl von T-72 Kampfpanzern, BRDM und BTR Radpanzern sowie RM-70 Raketenwerfern an die Ukraine ab. Im Gegenzug bot Deutschland einen Ringtausch mit Panzern aus deutscher Produktion für Tschechien an. Insgesamt erhält Tschechien bis Ende 2026 im Rahmen des v.g. Ringtauschs sowie eigener Bestellungen 42 Kampfpanzer Leopard 2A4 sowie 3 Bergepanzer Büffel und kann damit ein komplett ausgestattetes Panzerbataillon aufzustellen.